# ويليام غوين
ويليام غوين (بالإنجليزية: William Goyen)‏‏ (24 أبريل 1915 في ترينيتي، تكساس - 30 أغسطس 1983 في هيوستن) شاعر، وروائي، وكاتب، ومترجم من الولايات المتحدة.

## الجوائز
- زمالة غوغنهايم